# Simon Stürm
Simon Stürm (* 24. April 1973 in Luzern) ist ein ehemaliger Schweizer Ruderer.

## Werdegang
Ab 1984 war der gelernte Elektroingenieur im Rudersport aktiv. Er startete zunächst für den Seeclub Rorschach und wechselte später zum Grasshopper Club Zürich. Für die Schweiz startete er dreimal bei Olympischen Sommerspielen im Doppelvierer der Männer und belegte dabei zweimal Platz 5 und einmal Platz 8. Er nahm ausserdem viermal an Ruder-Weltmeisterschaften teil sowie bei 14 Regatten des Ruder-Weltcups. Im Jahre 1999 gewann er den bekannten Armadacup in Bern.

## Erfolge
- Olympische Ruderregatta 1996: Platz 5 im Doppelvierer mit Rene Bengürel, Ueli Bodenmann und Michael Erdlen
- Olympische Ruderregatta 2000: Platz 5 im Doppelvierer mit Christian Stofer, Michael Erdlen und André Vonarburg
- Olympische Ruderregatta 2004: Platz 8 im Doppelvierer mit Christian Stofer, Olivier Gremaud und Florian Stofer
- Ruder-Weltmeisterschaften 1992: Platz 7 im Leichtgewichts-Doppelvierer mit Urs Bosshard, Mathias Mollia und Mischa Müller
- Ruder-Weltmeisterschaften 1997: Platz 5 im Doppelvierer mit Rene Bengürel, Andreas Bihrer und Michael Erdlen
- Ruder-Weltmeisterschaften 1999: Platz 6 im Doppelvierer mit Michael Erdlen, Christian Stofer und André Vonarburg
- Ruder-Weltmeisterschaften 2003: Platz 10 im Doppelvierer mit Christian Stofer, Florian Stofer und Olivier Gremaud